# Ottensheim
Ottensheim è un comune austriaco di 4 640 abitanti nel distretto di Urfahr-Umgebung, in Alta Austria; ha lo status di comune mercato (Marktgemeinde).

## Sport
Dal 22 al 27 luglio 2008 ha ospitato i campionati del mondo di canottaggio 2008.